# Аверьянов, Георгий Борисович
Гео́ргий Бори́сович Аверья́нов (17 ноября 1930, село Беляевка, теперь город Беляевского района Одесской области — 4 июня 1991, Харьков) — советский украинский виолончелист, педагог, профессор, ректор Харьковского института искусств (1975—1991), заслуженный деятель искусств Украины .

## Биография
В 1955 году окончил Одесскую консерваторию.
В 1958 году окончил аспирантуру при Киевской консерватории (класс Г. Пеккера и Г. Васильева).
В 1953—1955 годах — преподавал в Одесской музыкальной школе-десятилетке.
В 1958—1959 годах — старший преподаватель Львовской консерватории.
С 1959 года преподавал в Харьковском институте искусств имени Ивана Котляревского (с 1975 по 1991 год — ректор, с 1984 — профессор). Одновременно преподавал в Харьковской специализированной музыкальной школе.
Умер в Харькове, где и похоронен.

## Педагогическая деятельность
Среди воспитанников Георгия Аверьянова: В. Мальцев, Н. Клочко, В. Кругляков, С. Россоха, А. Ездаков, А. Шапиро, М. Безум, М. Аверьянова.

## Творческая деятельность
Георгий Аверьянов основал и возглавлял ансамбль виолончелистов Харьковского института искусств. Выступал с сольными концертами в Киеве, Львове, Москве, Одессе, Харькове и как солист симфонического оркестра. Играл в составе струнного квартета Львовской консерватории, трио Харьковского института искусств.
Аверьянов  первым исполнил концерты для виолончели и оркестра В. Губаренко и Д. Клебанова, изданные под его редакцией.

## Личная жизнь
- Жена — музыковед Зинаида Юферова.
- Дочь — музыковед Елена Рощенко.

## Память
Памяти Георгия Аверьянова посвящена «Лирическая музыка» для виолончели и камерного оркестра И. Ковача, 1991; 2-я соната для виолончели и фортепиано В. Бибика, 1992; соната для виолончели и фортепиано «Pro memoria» A. Гайденко, 1994.